# لاتکوئر ۲۶
لاتکوئر ۲۶ (به انگلیسی: Latécoère_26) یک هواگرد ملخ‌پیشین تک‌موتوره از نوع Mail-carrying monoplane ساخت شرکت گروه لاتکوئر است. هواگرد لاتکوئر ۲۶ نخستین پروازش را در ۱۹۲۶ میلادی انجام داد. در مجموع، تعداد ۹۰ فروند از این هواگرد ساخته شده‌است.